# Ássos (ort i Grekland, Peloponnesos)
Ássos (Assos) är en ort i Grekland.   Den ligger i prefekturen Nomós Korinthías och regionen Peloponnesos, i den sydöstra delen av landet, 80 km väster om huvudstaden Aten. Ássos ligger 21 meter över havet och antalet invånare är 1 916.
Terrängen runt Ássos är kuperad åt sydväst, men norrut är den platt. Havet är nära Ássos åt nordost.Runt Ássos är det ganska tätbefolkat, med 90 invånare per kvadratkilometer. Närmaste större samhälle är Korinth, 11,3 km öster om Ássos. 